# Skalická Morávka
Skalická Morávka je národní přírodní památka v okrese Frýdek-Místek. Oblast spravuje AOPK ČR Správa CHKO Beskydy. Důvodem ochrany je zachování úseku přirozeného divočícího toku řeky Morávky ve štěrkových náplavech s charakteristickými společenstvy a doprovodnými přirozenými lesními porosty, na které jsou vázány populace vzácných či ohrožených druhů rostlin a živočichů.

## Poloha
Národní přírodní památka Skalická Morávka se nachází v Podbeskydí. Vine se podél toku řeky Morávky mezi Nošovicemi a Raškovicemi. Nadmořská výška památky se pohybuje mezi 336–380 m n. m.

## Přírodní poměry
Ve štěrkových náplavech Skalické Morávky se vyskytují rozmanití zástupci fauny i flóry. Ze vzácných představitelů fauny lze zmínit např. saranče Chorthippus pullus či marši Türkovu. Marše Türkova se přitom v České republice vyskytuje pouze v této oblasti. Z větších živočichů se zde vyskytuje např. ohrožená mihule potoční (Lampetra planeri), rak říční (Astacus astacus), vranka pruhoploutvá (Cottus poecilopus) nebo vydra říční (Lutra lutra).
K nejvýznamnějším zástupcům rostlinným druhům patří kriticky ohrožený židoviník německý (Myricaria germanica) a přeslička různobarvá (Hippochaete variegata). Mezi dalšími vzácně se vyskytujícími druhy lze jmenovat cídivku zimní (Hippochaete hyemalis), třtinu pobřežní (Calamagrostis pseudophragmites), cídivku větevnatou (Equisetum ramosissimum), vrbu šedou (Salix elaeagnos) či vrbu lýkovcovou (Salix daphnoides).